# Protobothrops flavoviridis
El Protobothrops flavoviridis és una espècie d'escurçó verinós endèmic de les illes Ryukyu del Japó. Actualment no es reconeix cap subespècie. Els noms comuns locals inclouen habu, Okinawa habu, i Kume Shima habu.

## Descripció

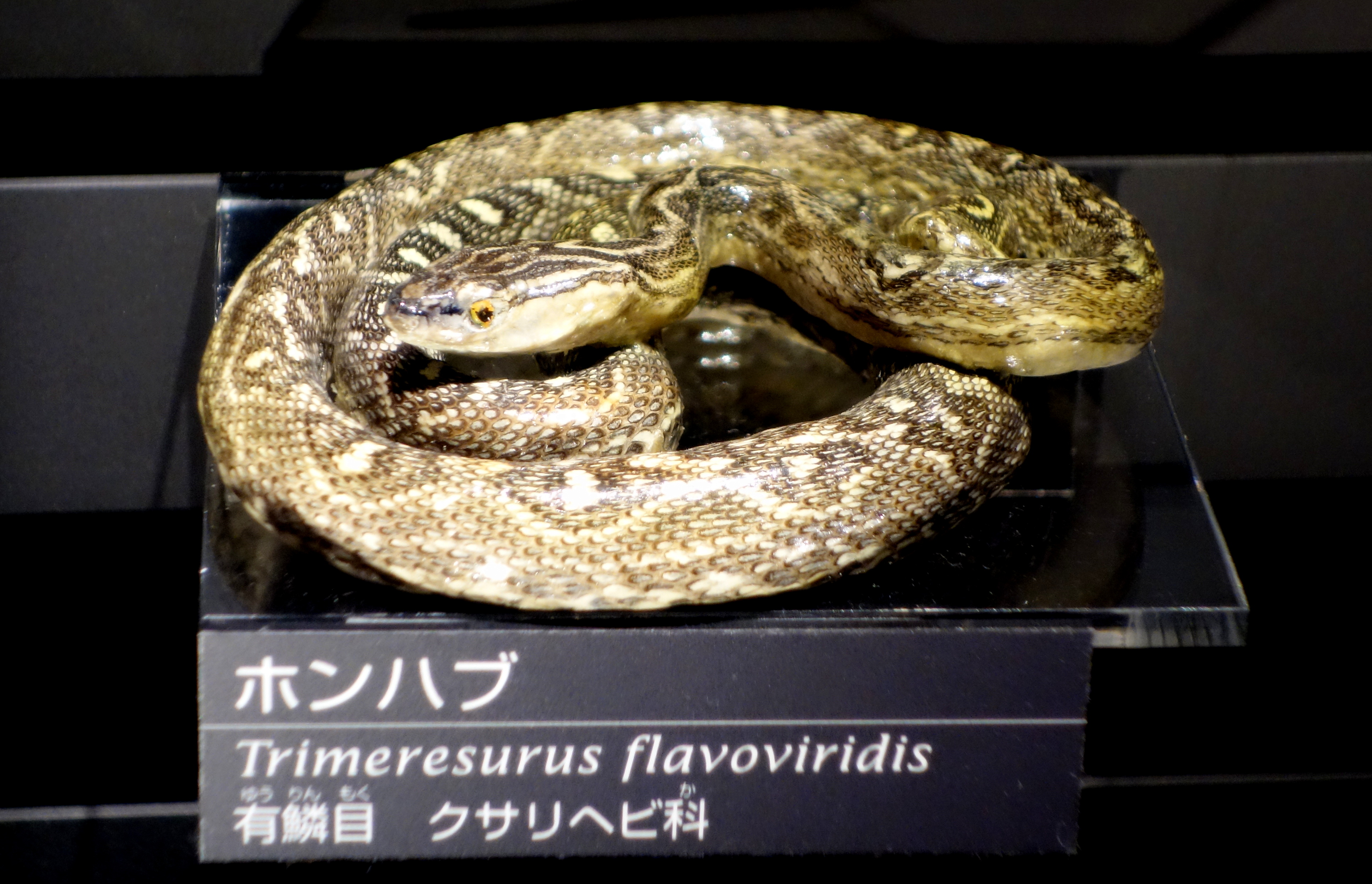
Exemplar dissecat al Museu Nacional de la Natura i la Ciència, Tòquio, Japó.

Creix fins a una longitud total mitjana de 120-150 cm, amb un màxim de 240 cm, aquest és el membre més gran del seu gènere. És de construcció esvelta i amb un gran cap. La corona del cap està coberta de petites escates. Protobothrops flavorviridis té un color de fons oliva o marró clar, cobert de taques allargades de color verd fosc o marronós. Les taques tenen vores grogues, a vegades contenen taques grogues i sovint es fusionen per produir ratlles ondulades. El ventre és blanquinós amb coloració fosca a les vores.

## Hàbitat
El seu hàbitat està restringit a les illes Ryukyu japoneses, entre les quals la d'Okinawa i les illes Amami.[1] És comú a les illes volcàniques més grans, però no està present a les illes de corall, més petites.
L'espècie s'ha descrit sovint des de la zona de transició entre el bosc de palmeres i els camps de conreu. També es pot trobar a les parets de les roques i en antigues tombes i coves.

## Explotació

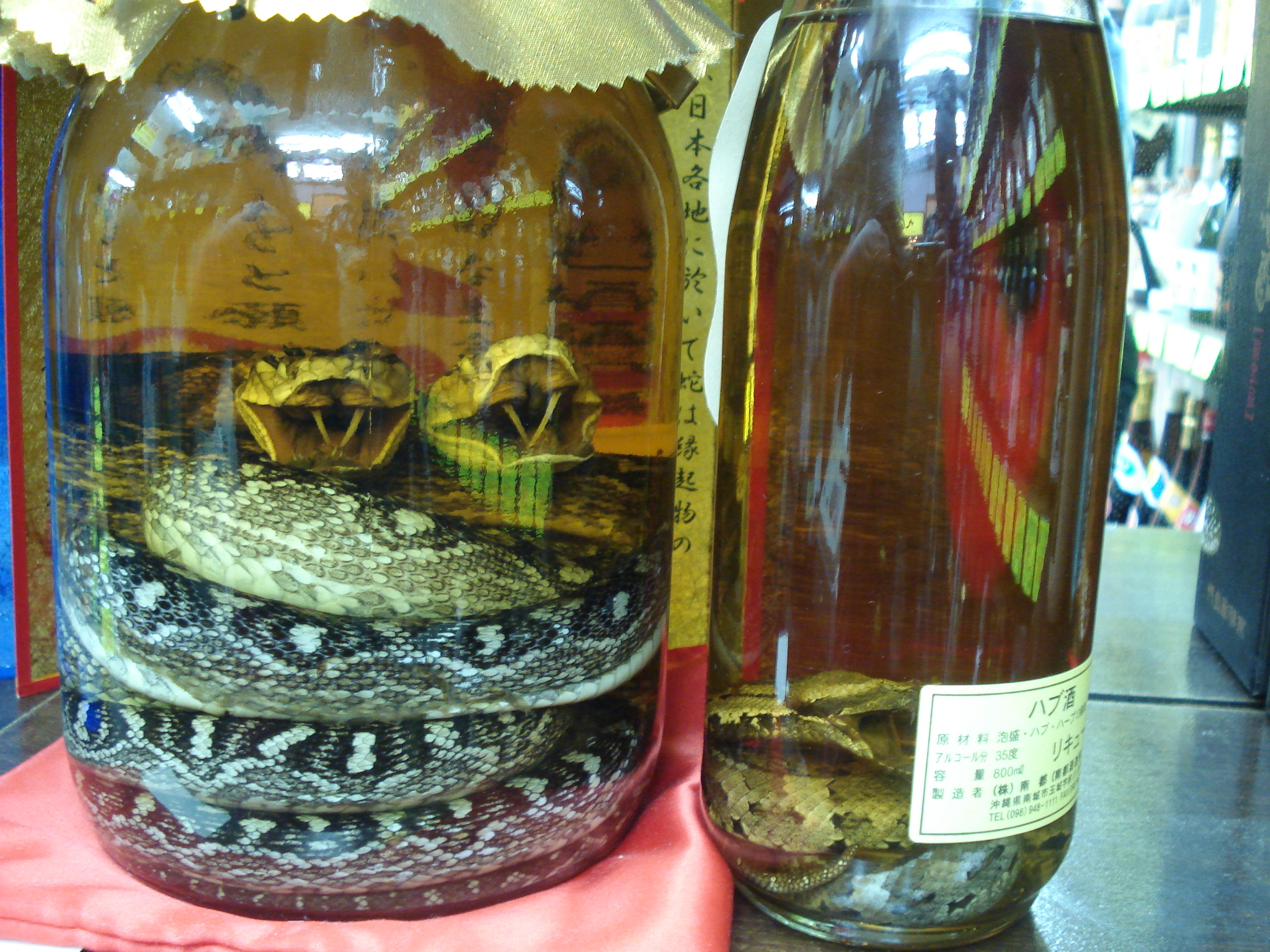
Una ampolla de habushu. Protobothrops flavoviridis és caçat furtivament per produir aquest licor tradicional.

A l'illa d'Okinawa, Protobothrops flavorviridis és caçat furtivament, principalment per utilitzar-lo en habushu (ハブ酒), un lícor a base d'awamori (泡盛), al qual s'afegeix la serp (habu és el nom popular que rep aquesta serp). L'awamori és un licor fet amb arròs, com el sake, que suposadament té propietats medicinals. Com és típic amb el vi de serp, en el cas de l'habushu la serp es potn introduir a l'ampolla quan encara és vivas, perquè hi mori ofegadas, o pot ser atordida primer i eviscerada mentre encara està viva. La producció inclou el cos en el procés de fermentació i es ven en ampolles que poden conservar o no el cos d'una serp (o d'altres animals com llangardaixos o escorpins).